# Andreas Lobenstein

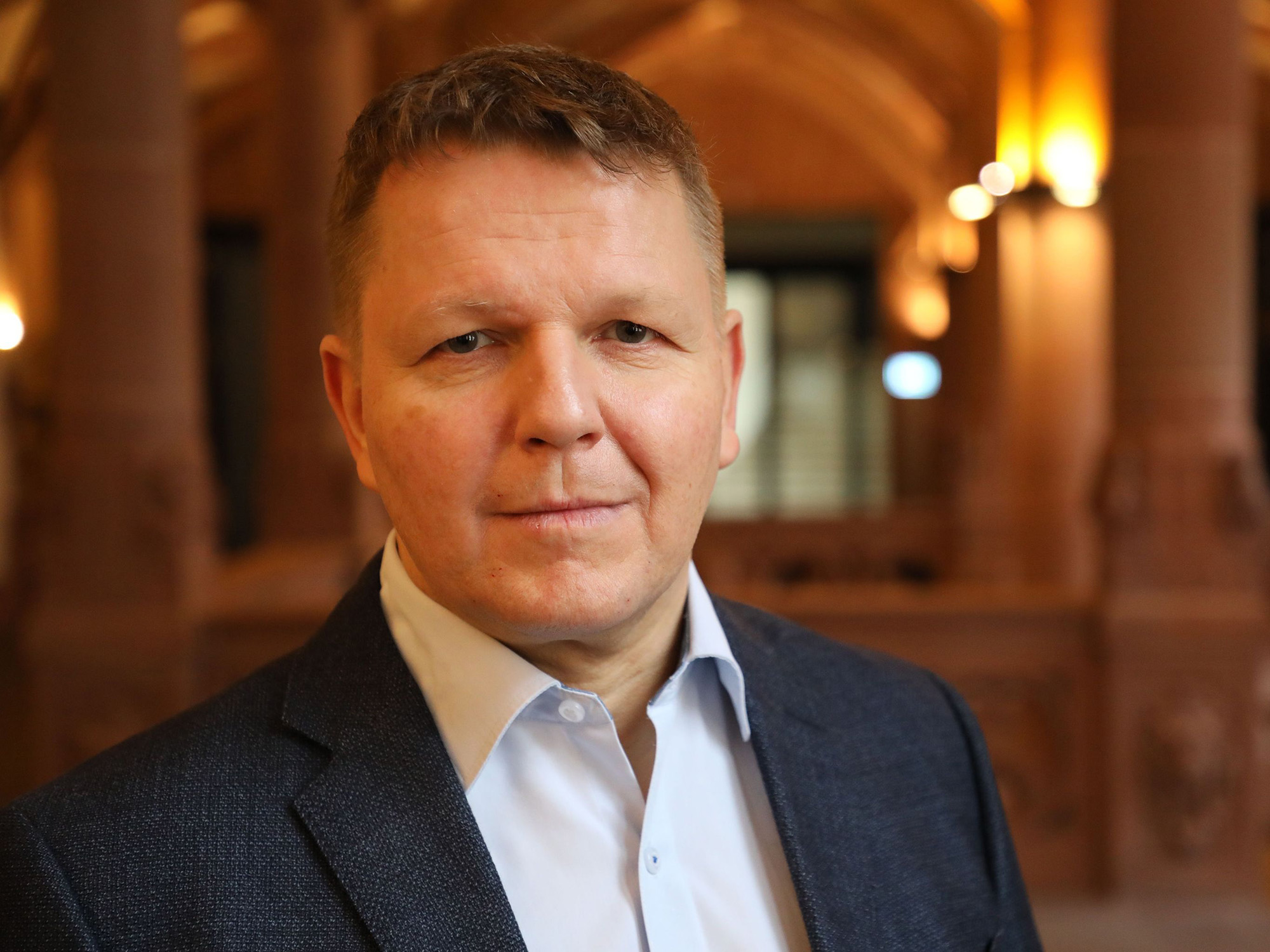
Andreas Lobenstein (2023)

Andreas Lobenstein (* 15. Dezember 1966 in Frankfurt am Main) ist ein deutscher Politiker der Partei Alternative für Deutschland (AfD). Seit 2024 ist er Abgeordneter im Hessischen Landtag.

## Leben
Lobenstein besuchte das Lessing-Gymnasium in seiner Geburtsstadt Frankfurt am Main und erlangte 1986 das Abitur. Nach dem Wehrersatzdienst studierte er ab 1988 Politische Wissenschaften, Volkswirtschaftslehre und Russistik an der Johann Wolfgang Goethe-Universität Frankfurt am Main. 1993 schloss er mit dem Diplom ab. Danach war er zunächst als freier Mitarbeiter bei Inter Nationes tätig. Anschließend arbeitete er im Angestelltenverhältnis für die Midland Bank in London (1996 bis 1997), Frankfurter Sparkasse (1997 bis 1999), DSF Deutsches SportFernsehen GmbH (2000 bis 2001), IPC Internationale Projekt Consult GmbH (2002 bis 2006) und  Credit Agricole (2007 bis 2018). Seit 2019 ist er bei der Frankfurter Niederlassung von BNP Paribas angestellt. Er ist verheiratet und hat zwei Kinder.

## Politik
2011 gehörte Lobenstein der Bürgerrechtspartei für mehr Freiheit und Demokratie – Die Freiheit an, zuletzt als hessischer Landesvorsitzender. Von 2012 bis 2016 engagierte er sich bei den Freien Wählern/Bürgern für Frankfurt. 2013/2014 war er zudem Mitglied der AfD, der er 2017 erneut beitrat. 2017/2018 war er Kreissprecher der AfD Frankfurt am Main, 2020 wurde er dort Kreisvorsitzender.
Lobenstein ist Mitglied der Stadtverordnetenversammlung von Frankfurt.  Er kandidierte erfolglos bei der Oberbürgermeisterwahl in Frankfurt am Main 2023, bei der er 2,3 % der Stimmen erreichte.
Bei der Landtagswahl in Hessen 2018 erhielt er in seinem Wahlkreis Frankfurt am Main V 5,5 % der Erststimmen. Über den 28. Platz der Landesliste der AfD Hessen wurde Lobenstein bei der Landtagswahl am 8. Oktober 2023 in den 21. Hessischen Landtag gewählt. Dort ist er stellvertretender Vorsitzender im kultuspolitischen Ausschuss.